# Spherillo philippinensis
Spherillo philippinensis is een pissebed uit de familie Armadillidae. De wetenschappelijke naam van de soort is voor het eerst geldig gepubliceerd in 1974 door Albert Vandel.